# O Casamento
O Casamento é um filme brasileiro de 1976, do gênero drama, dirigido por Arnaldo Jabor. O roteiro é baseado na obra homônima de Nelson Rodrigues.
Foi o último filme estrelado pela atriz Adriana Prieto, que morreu pouco tempo depois num acidente de automóvel. Sua voz foi dublada por Norma Blum.
As cenas de enchente no início e fim do filme são de uma inundação real ocorrido no Rio de Janeiro em 1966.

## Sinopse
O senhor Sabino, um rico industrial da construção civil, nutre um amor incestuoso pela filha Glorinha de 18 anos, que vai se casar em dois dias. O médico da família diz que o futuro genro foi visto beijando outro homem na boca. Glorinha, ao saber das denúncias, faz um retrospecto doloroso de seus 18 anos de sexo, violências e dilemas, com flashbacks e ações entrelaçadas, que fazem aparecer as verdades que se escondem sob a aparente felicidade burguesa: injustiças, perversões sexuais, adultérios e crimes.

## Elenco
- Adriana Prieto .... Glorinha
- Paulo Porto .... Sabino
- Camila Amado .... Noêmia
- Érico Vidal .... Antônio Carlos
- Mara Rúbia .... Eudóxia
- Nelson Dantas .... Xavier
- Fregolente .... Camarinha
- Carlos Kroeber .... padre Bernardo
- André Valli .... Zé Honório
- Cidinha Milan .... Maria Inês
- Vinícius Salvatori .... delegado Rangel
- Shulamith Yaari
- Gianina Singulani
- Aurélio Araruama
- Rosa Maria Penna
- Lícia Magna
- Abel Pêra
- Alby Moos
- Kátia Grumberg

## Premiações
- Ganhou o Kikito de melhor atriz coadjuvante (Camila Amado) e o Prêmio Especial do Júri, no Festival de Gramado.
- Recebeu o Prêmio Coruja de Ouro, de melhor ator (Nelson Dantas), do Instituto Nacional de Cinema, Rio de Janeiro, 1976.
- Recebeu o Prêmio Governador do Estado de São Paulo de melhor cenografia (Francisco Altan), São Paulo, 1976.